# Pedro Pizarro
Pour les articles homonymes, voir Pizarro.
Pedro Pizarro (né vers 1515 à Tolède et mort vers 1602 à Arequipa- Pérou) est un conquistador et chroniqueur espagnol. Il est le cousin des frères Francisco, Gonzalo, Hernando et Juan Pizarro.

## Chroniqueur
Il est l'auteur de la chronique Relacion del descubrimiento y conquista del Peru, rédigée en 1571.
La chronique a été publiée en français sous le titre Récit de la découverte et de la conquête des royaumes du Pérou - Edition du Félin, 1992, dans une traduction d'Yvette Romus.